# آنری کالو

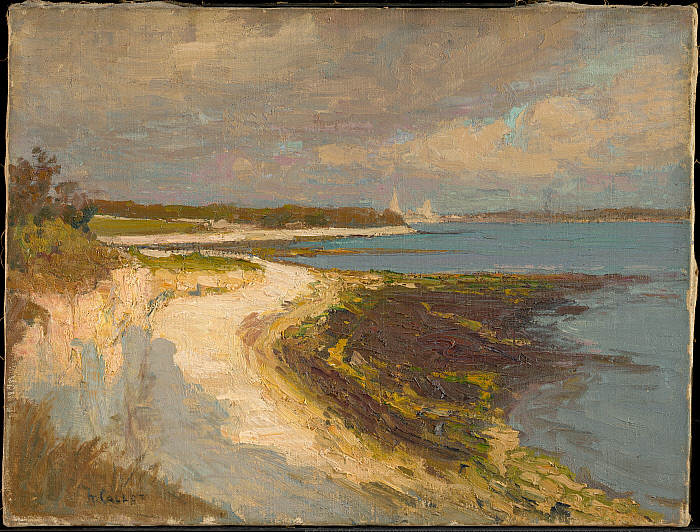
بندر لا روشل (۱۹۰۵)، رنگ روغن روی بوم، موسسه هنری کلارک

آنری کالو (فرانسوی: Henri Callot‎) یک شمشیرباز اهل فرانسه بود.
از افتخارات وی میتوان به کسب مدال نقره فلوره در بازی‌های المپیک تابستانی ۱۸۹۶ اشاره کرد.